# Onthophagus orthocerus
Onthophagus orthocerus é uma espécie de inseto do género Onthophagus, família Scarabaeidae, ordem Coleoptera.
Foi descrita cientificamente por Thomson em 1858.